# Óscar Augusto Múnera Ochoa
Óscar Augusto Múnera Ochoa (ur. 27 maja 1962 w San Pedro de los Milagros) – kolumbijski duchowny rzymskokatolicki, w latach 2015-2024  wikariusz apostolski Tierradentro.

## Życiorys
Święcenia kapłańskie otrzymał 22 listopada 1988 i został inkardynowany do diecezji Santa Rosa de Osos. Był m.in. ojcem duchownym i rektorem Szkoły Apostolskiej w Liborinie, delegatem biskupim ds. duszpasterstwa młodzieży i powołań, wikariuszem biskupim oraz ekonomem diecezjalnym. Współpracował także z kolumbijską Konferencją Episkopatu jako dyrektor jej departamentów ds. młodzieży oraz ds. misji.
5 czerwca 2015 otrzymał nominację na wikariusza apostolskiego Tierradentro ze stolicą tytularną Corniculana. Sakry biskupiej udzielił mu 10 lipca 2015 bp Jorge Alberto Ossa Soto. 20 lipca 2024 papież Franciszek przyjął jego rezygnację z urzędu wikariusza apostolskiego Tierradentro. 